# Creature del cielo
Creature del cielo (Heavenly Creatures) è un film del 1994 diretto da Peter Jackson.
Si tratta del debutto cinematografico delle attrici Kate Winslet e Melanie Lynskey. È stato presentato in concorso alla 51ª Mostra internazionale d'arte cinematografica di Venezia vincendo il Leone d'argento alla regia.
La storia ricostruisce le vicende adolescenziali di Juliet Hulme, una prolifica scrittrice di gialli sotto lo pseudonimo di Anne Perry, che in gioventù fu condannata per omicidio insieme all'amica Pauline Parker. Il titolo è stato ispirato infatti dai versi di una poesia intitolata The Ones That I Worship scritta da Pauline, recitata anche in tribunale durante il processo alle due ragazze, poi riportata anche sui giornali dell'epoca che cominciarono a dare loro il nome di "creature del cielo".
(Pauline Yvonne Parker, The Ones That I Worship. A destra, invece, la traduzione del doppiaggio italiano.)

## Trama
Christchurch, Nuova Zelanda. 1952. La quattordicenne Pauline Parker proviene da una famiglia borghese dalla quale non si sente accettata e compresa; grazie ai proventi dell'affitto di alcune camere di casa, riesce a frequentare una prestigiosa scuola, ma nemmeno qui riesce a instaurare amicizie poiché viene emarginata dalle ragazze più ricche.
La sua vita cambia all'arrivo di Juliet Hulme: figlia di una psicanalista e di un rettore universitario, la ragazza è spigliata e intraprendente al limite dello sfacciato. Seppur molto diverse, le due condividono un'infanzia simile: entrambe hanno vissuto isolate e hanno sofferto gravi malattie. Per questo in breve diventano amiche e costruiscono una relazione morbosa. Le due iniziano a dipingere, realizzano statuette con la creta e scrivono storie sul mondo fantastico di Borovnia. Iniziato come un sogno adolescenziale (le due sperano infatti che il loro libro venga pubblicato e possano diventare attrici a Hollywood), ben presto questo mondo di fantasia diventa reale per loro: le due fantasticano sul "Quarto Mondo", un regno ultraterreno dove arte e cultura vengono celebrate e nel quale andranno dopo la morte; questa dimensione accoglie diversi "santi" nelle vesti di grandi attori e musicisti del passato; il re è il celebre tenore Mario Lanza, per le quali entrambe nutrono una grande passione.
Mentre l'amicizia tra le due si intensifica, Pauline inizia a vivere un profondo contrasto tra l'atmosfera tesa della sua famiglia e il mondo dorato che vive insieme a Juliet: inizia dunque a frequentare sempre più spesso la casa dell'amica, dove si sente apprezzata e ben accetta, e a litigare furiosamente con la madre che al contrario la penalizza e mortifica in continuazione.
Durante le vacanze di Pasqua, che le due trascorrono assieme a Port Levy, i genitori di Juliet annunciano che presto partiranno per l'Inghilterra lasciando la figlia sola a casa per l'ennesima volta. A questa notizia la ragazza reagisce con una crisi isterica, nel corso della quale per la prima volta riesce a vedere il Quarto Mondo non come una fantasia ma come un luogo reale nel quale rifugiarsi quando la realtà la opprime. Anche Pauline riesce a vederla e da quel momento la percezione della realtà delle due ragazze diventerà sempre più labile.
Juliet ha un attacco di tubercolosi ed è ricoverata in clinica; i suoi genitori partono di nuovo, lasciando la ragazza completamente sola: Pauline non può andare a trovarla per paura di contagio.
Le due amiche iniziano a intrattenere un'intensa corrispondenza; Pauline nel frattempo ha le sue prime esperienze sessuali con un affittuario di casa, il che rende Juliet gelosa. Entrambe iniziano ad avere pensieri violenti, quasi omicidi, sulle persone che le opprimono, pensieri che si concretizzano in visioni di squartamenti e mutilazioni.
Quattro mesi dopo Juliet viene dimessa e la relazione con Pauline diventa ancora più morbosa, tanto che il padre della prima parla con i genitori dell'altra di questo rapporto. 
I due fanno visitare allora la figlia da un dottore, il quale sospetta che gli atteggiamenti nervosi e la perdita di peso siano dovuti a una latente omosessualità della ragazza.
La madre di Pauline decide di impedire che la ragazza frequenti l'amica.
Juliet nel frattempo scopre che la madre ha una relazione con un suo cliente e che il padre ne è pienamente consapevole. I due, ormai scoperti, si rendono conto di quanto inutile sia la loro relazione e optano per il divorzio: lasceranno la città e ciascuno dei due si rifarà una vita in un paese diverso, mentre Juliet verrà affidata a una zia in Sudafrica. Questa decisione viene presa anche per interrompere l'amicizia con Pauline.
La paura reciproca di perdersi intensifica ancora di più il rapporto tra le due, che arrivano a scambiarsi un appassionato bacio e pianificano di scappare insieme; quando però l'impresa si rivela impossibile, le ragazze concepiscono un'idea diabolica: decidono di uccidere la madre di Pauline, che viene vista come il principale ostacolo alla loro relazione.
Alle ragazze viene concesso di trascorrere insieme le ultime due settimane prima della partenza di Juliet: le due decidono di approfittarne per compiere il delitto. Nel corso di una passeggiata a Victoria Park sulle vicine Port Hills, Juliet lascia cadere un gioiello e quando la donna si china per raccoglierlo Pauline la colpisce con un mattone infilato in una calza. Juliet le infligge gli ultimi colpi fatali e poi le due fuggono.
Il film si chiude con una serie di didascalie che spiegano come il giorno dopo l'omicidio sia stato rinvenuto il diario di Pauline, nel quale aveva ingenuamente annotato le modalità del delitto; le due saranno incriminate e incarcerate. Condizione per la loro futura liberazione sarà che non si incontrino mai più.

## Produzione

### Sceneggiatura
(Peter Jackson.)
Fu la moglie e fedele collaboratrice Fran Walsh, che sin dall'infanzia rimase affascinata da questo caso di omicidio, a proporre a Peter Jackson di scrivere una sceneggiatura ispirata ai controversi fatti di cronaca nera avvenuti a Christchurch Nuova Zelanda tra 1952 e 1954 che coinvolsero la quindicenne Juliet Hulme e la sedicenne Pauline Parker, colpevoli dell'omicidio della madre di quest'ultima, Honora Mary Parker, che voleva dividerle. Le due adolescenti avevano infatti coltivato un'amicizia morbosa, dai genitori temuta come una relazione omosessuale, all'epoca considerata sintomo di malattia mentale. Tuttavia l'assassinio, compiuto il 22 giugno 1954 percuotendo la vittima con un mattone infilato in una calza, non fu punito con l'ergastolo a causa della giovane età delle colpevoli. Scontarono cinque anni in carcere e furono liberate a patto che non si fossero più incontrate.
La sceneggiatura di Jackson e della Walsh è fedele ai fatti perché frutto di un'accurata documentazione attraverso gli articoli di giornale dell'epoca, gli atti del processo e le dichiarazioni di familiari, conoscenti, ex professoresse, ex compagne di scuola, poliziotti, avvocati e psicologi che ebbero direttamente o indirettamente rapporti con le due ragazze. Anche il profilo psicologico dei personaggi è costruito in modo del tutto veritiero, in particolare quello di Pauline, grazie alla consultazione del diario personale di quest'ultima, completo, oltre dei particolari della relazione con Juliet, anche del progetto di matricidio. Numerosi brani tratti dal diario sono riportati durante la narrazione attraverso la voce fuori campo del personaggio di Pauline, incluso quello che dà il titolo al film. Questa meticolosità viene dimostrata anche nel riprodurre accuratamente alcuni dettagli come la fotografia di classe scattata nove mesi prima del delitto e lo scatto delle due ragazze che escono dal tribunale (non inclusa nel film).
La pellicola ha ricevuto consenso anche dalla sorella di Pauline, Wendy, la quale dopo la visione del film ha dichiarato di riconoscere la propria famiglia a tavola.
Sebbene il film in generale sia fedele ai fatti realmente accaduti, il lesbismo tra le due protagoniste è un'invenzione scenica. Intervistata nel 2006, Hulme disse che la relazione tra lei e la Parker era ossessiva ma le due non sono mai state lesbiche.

### Cast
Grande attenzione è stata data all'aspetto fisico delle attrici, il più possibile simile a quello dei personaggi reali, e soprattutto all'accento. Le attrici protagoniste erano entrambe debuttanti nel mondo del cinema: Kate Winslet, ai tempi diciassettenne, proveniva da una famiglia di attori teatrali e venne scelta tra 175 ragazze inglesi per interpretare Juliet, mentre la quindicenne Melanie Lynskey venne scelta all'ultimo momento tra cinquecento studentesse neozelandesi. Il regista diede una grande importanza al rapporto tra le due interpreti al di fuori del set, dando loro due settimane di tempo per costruire insieme i personaggi. Le due ragazze si immedesimarono talmente tanto nei propri ruoli che interagivano come Juliet e Pauline anche al di fuori delle riprese. Peter Jackson disse: «Era vitale che le due attrici si piacessero fuori dallo schermo per apparire tanto legate nel film. Per fortuna tra Kate e Mel scattò subito qualcosa, e la loro amicizia rese più intense le loro performance.»
L'interpretazione della giovane Kate Winslet le fece vincere tra 1994 e 1996 un London Critics Circle Film Award come Attrice britannica dell'anno, un Empire Award come Miglior attrice britannica e un New Zealand Film and TV Award come Miglior interprete straniera. Melanie Lynskey vinse invece un New Zealand Film and TV Award come Miglior attrice.
L'importanza che i due sceneggiatori hanno dato all'accento dei personaggi, che negli anni 50 era un elemento che rendeva subito possibile l'identificazione dello status sociale, non è possibile coglierla nel doppiaggio italiano. In particolare Sarah Peirse, doppiata nella versione italiana da Silvia Pepitoni, sfoggia un particolare accento che ben testimonia «tutti gli spostamenti che la vera Honora Rieper Parker aveva compiuto prima di trasferirsi a Christchurch.» Per questa interpretazione Sarah Peirse venne nominata ai Chlotrudis Awards come Miglior attrice non protagonista e vinse un New Zealand Film and TV Award come Miglior attrice non protagonista.

#### Cameo
Peter Jackson fa una breve apparizione interpretando il senzatetto che viene baciato all'uscita del cinema dall'euforica Juliet.

### Riprese
Il film è stato girato nel giugno del 1993 a Christchurch e in vari luoghi della regione di Canterbury (Nuova Zelanda). Le vicende sono ambientate nei luoghi esatti dove avvennero: la Christchurch Girls High School, ora adibita a municipio, fu la scuola che le ragazze frequentarono, la villa Ilam Homestead edificata nel 1850 fu dimora della famiglia Hulme ed è tuttora una meta turistica molto frequentata. Al contrario, la casa di Pauline fu invece ricostruita in studio perché quella originale venne distrutta. La stessa fine ha fatto la sala da tè visibile nelle scene finali, abbattuta alcuni giorni dopo la fine delle riprese.

## Colonna sonora
La colonna sonora originale del film è stata composta da Peter Dasent che nel 1995 gli ha valso la vittoria nella categoria Best Film Score ai New Zealand Film and TV Awards. Alle composizioni originali si affiancano le tracce interpretate da Mario Lanza e alcune celebri componimenti di Giacomo Puccini: Sono andati? Fingevo di dormire tratta da La bohème, accreditata come Juliet's Aria, è interpretata dall'attrice Kate Winslet.
Le tracce originali sono state registrate dalla Auckland Philharmonia Orchestra diretta da Peter Scholes, mentre gli arrangiamenti sono di Bob Young.

### Tracce
1. Auckland Philharmonia Orchestra – The Princess Of Ilam – 2:35 (Peter Dasent)
2. Auckland Philharmonia Orchestra – Meet The Reipers – 0:44 (Peter Dasent)
3. Mario Lanza – Be My Love – 3:32 (Nicholas Brodszky, Sammy Cahn)
4. Auckland Philharmonia Orchestra – The Shrine – 2:26 (Peter Dasent)
5. Auckland Philharmonia Orchestra – "Two Dutiful Daughters" – 1:43 (Peter Dasent)
6. Mario Lanza – The Donkey Serenade – 3:04 (Chet Forrest, Herbert Stothart, Robert Craig Wright, Rudolf Friml)
7. Auckland Philharmonia Orchestra – The Fourth World – 3:30 (Peter Dasent)
8. Auckland Philharmonia Orchestra – Bad Chests And Bone Diseases – 1:07 (Peter Dasent)
9. Mario Lanza – Funiculì funiculà – 2:34 (testo: Giuseppe Turco – musica: Luigi Denza) – accreditata come Funiculi, Funicula
10. Auckland Philharmonia Orchestra – Life In Borovnia – 2:45 (Peter Dasent)
11. Auckland Philharmonia Orchestra – To Hollywood – 1:18 (Peter Dasent)
12. Auckland Philharmonia Orchestra – Divorce – 2:14 (Peter Dasent)
13. Auckland Philharmonia Orchestra – Pauline & Juliet – 2:52 (Peter Dasent)
14. Peter Dvorský – E lucevan le stelle – 3:05 (Giacomo Puccini) – dalla Tosca
15. Auckland Philharmonia Orchestra – For The Good Of Your Health – 1:25 (Peter Dasent)
16. Auckland Philharmonia Orchestra – The Most Hideous Man Alive – 1:16 (Peter Dasent)
17. Kate Winslet – Juliet's Aria (Sono Andati) – 1:13 (Giacomo Puccini) – Sono andati? Fingevo di dormire da La bohème
18. Auckland Philharmonia Orchestra – A Night With The Saints – 1:51 (Peter Dasent)
19. Mario Lanza – The Loveliest Night Of The Year – 3:38 (Paul Francis Webster, Irving Aaronson)
20. Auckland Philharmonia Orchestra – The Pursuit Of Happiness – 1:06 (Peter Dasent)
21. Hungarian State Opera Orchestra – The Humming Chorus – 3:10 (Giacomo Puccini) – Coro a bocca chiusa da Madama Butterfly
22. Mario Lanza – You'll Never Walk Alone – 3:00 (Oscar Hammerstein II, Richard Rodgers)

Durata totale: 50:08

## Distribuzione
Il film è stato presentato in anteprima il 2 settembre 1994 in occasione della 51ª Mostra internazionale d'arte cinematografica di Venezia durante la quale ha vinto ex aequo con Il toro di Carlo Mazzacurati e Little Odessa di James Gray il Leone d'argento alla regia. È uscito invece nelle sale italiane il 24 marzo 1995, il 16 novembre 1994 negli Stati Uniti e nella patria neozelandese il 14 ottobre 1994.

## Accoglienza

### Incassi
Il budget stimato è stato di 5 milioni di dollari, mentre l'incasso totale in Nuova Zelanda è stato di 1.012.500 dollari neozelandesi e 3.049.135 dollari negli Stati Uniti (di cui 31.592 nel weekend di apertura).

### Critica
Il film ebbe una buona accoglienza critica risultando nella lista dei dieci migliori film dell'anno redatta dal settimanale Time e ricevendo al festival di Venezia consensi da parte di David Lynch, presidente della giuria di quell'edizione, e da Quentin Tarantino il quale affermò che Creature del cielo era esattamente il risultato che voleva ottenere con Assassini nati (Natural Born Killers) se Oliver Stone avesse rispettato la sceneggiatura da lui scritta, senza apportare alcuna modifica. Entrambi i film trattano, seppur con diverse sensibilità, la violenza e la follia.
Inoltre la nomination ricevuta agli oscar nella categoria miglior sceneggiatura originale diede al regista e co-sceneggiatore Peter Jackson notorietà anche nell'ambiente hollywoodiano.
Morando Morandini sull'omonimo dizionario giudica il film con due stelle e mezzo commentando: «la sceneggiatura è documentata con puntiglio e cerca di visualizzare il mondo fantastico in cui le due ragazze ambientavano le loro storie [...] ma è contraddetta da una regia motorizzata, effettistica, truculenta.»

## Promozione

### Slogan[19]
- «The true story of a crime that shocked a nation.»

«La storia vera di un crimine che ha scioccato la nazione.»
- «Not all angels are innocent.»

«Non tutti gli angeli sono innocenti.»
- «From a secret world no one could see... came a crime no one could believe.»

«Da un mondo segreto che nessuno ha potuto vedere... è nato un crimine a cui nessuno ha potuto credere.»

## Riconoscimenti
- 1995 - Premio Oscar
  - Candidatura come migliore sceneggiatura originale a Peter Jackson e Fran Walsh
- 1994 - Chicago International Film Festival
  - Candidatura come Gold Hugo a Peter Jackson
- 1995 - Chlotrudis Awards
  - Candidatura come miglior attrice non protagonista a Sarah Peirse
- 1996 - Empire Awards
  - Miglior attrice britannica a Kate Winslet
- 1995 - Gérardmer Film Festival
  - Gran premio a Peter Jackson
- 1996 - ALFS Awards
  - Regista dellanno a Peter Jackson
  - Attrice britannica dell'anno a Kate Winslet
  - Candidatura come film dell'anno
- 1994 - NBR Award
  - Migliori dieci film

- 1995 - New Zealand Film and TV Awards
  - Miglior attrice a Melanie Lynskey
  - Best Contribution to Design a Richard Taylor e George Port
  - Best Design a Grant Major
  - Miglior regista a Peter Jackson
  - Miglior montaggio a Jamie Selkirk
  - Best Film Score a Peter Dasent
  - Miglior interprete straniero a Kate Winslet
  - Best Soundtrack a Mike Hopkins, Greg Bell, Michael Hedges
  - Miglior attrice non protagonista a Sarah Peirse
  - Candidatura come miglior fotografia a Alun Bollinger
- 1994 - Toronto International Film Festival
  - Metro Media Award a Peter Jackson
- 1994 - Mostra internazionale d'arte cinematografica di Venezia
  - Leone dArgento - Premio speciale per la regia a Peter Jackson
  - Candidatura come Leone dOro a Peter Jackson
- 1995 - Writers Guild of America Award
  - Candidatura come miglior sceneggiatura originale a Fran Walsh e Peter Jackson

## Influenza culturale
- Il nono episodio della ventesima stagione de I Simpson intitolato Lisa la regina delle sceneggiate (Lisa the Drama Queen) è basato sul film.[20]

## Opere correlate
- E non liberarci dal male (Mais ne nous délivrez pas du mal, 1971).
- Angela Carter,The Christchurch Murders, sceneggiatura mai prodotta.
- Michaelanne Forster, Daughters of Heaven (1992) pièce teatrale che si concentra sul processo penale piuttosto che sulla relazione fra le amanti.
- Daughters of Heaven fu adattata per la televisione.